# Барановская, Юлия Геннадьевна
Ю́лия Генна́дьевна Барано́вская (род. 3 июня 1980, Ленинград) — российская радио- и телеведущая.

## Биография
Родилась в Ленинграде 3 июня 1980 года. Мать — Татьяна Владимировна Братцева, учитель в школе. Отец — Геннадий Иванович Барановский, инженер. Родители разошлись, когда Барановской было 10 лет. Есть две младшие сестры — Ксения и Александра.
После школы поступила в Санкт-Петербургский государственный университет аэрокосмического приборостроения на факультет менеджмента, но не окончила его. В 2009 году вместе с футболистом Андреем Аршавиным переехала в Великобританию. В 2010 году в Лондоне окончила Институт искусства Сотбис, курс современного искусства. В 2014 году переехала в Москву.

## Карьера
Начиная с 2011 года Барановская трижды (2011, 2012 и 2014 год) становилась ведущей фестиваля «Русская Масленица» в Лондоне, который ежегодно проводится на Трафальгарской площади и является главным публичным праздником года для русскоязычного населения столицы Великобритании.
Карьеру телеведущей начала в 2014 году. С марта стала соведущей программы «Чего хотят мужчины» на канале ТНТ. В этом пост-шоу к проекту «Холостяк» выступала в роли постоянного эксперта по отношениям.
В мае 2014 года Барановская присоединилась к команде ток-шоу «Девчата» на канале «Россия-1».
22 июня 2014 года стала ведущей мейковер-шоу «Перезагрузка» на телеканале ТНТ. Вела телепрограмму до апреля 2016 года. В сентябре того же года стала соведущей Александра Гордона в ток-шоу «Мужское / Женское» на «Первом канале».
С сентября 2015 года Барановская — новая посланница красоты бренда Librederm.
С 2016 года выступает в роли защитницы в программе «Модный приговор» на «Первом канале».
Весной 2016 года издательство «АСТ» выпустило автобиографию Юлии Барановской «Все к лучшему».
Осенью 2016 года Барановская приняла участие в проекте «Первого канала» «Ледниковый период» в паре с чемпионом мира в танцах на льду Максимом Шабалиным.
В 2016 и 2017 году была ведущей ежегодной премии «Fashion People Awards». В 2017 году стала ведущей премии журнала Оксаны Фёдоровой MODA Topical Style Awards.
С 27 ноября по 5 декабря 2017 года — одна из ведущих программы «Бабий бунт» на «Первом канале» (была закрыта из-за низких рейтингов).
С 22 марта 2019 года стала радиоведущей совместно с Олегом Верещагиным в шоу «Все к лучшему» на радиостанции «Русское радио».
С июля 2021 года — член политической партии «Новые люди».

## Общественная деятельность
Является сторонницей партии Новые люди. Активно поддерживала их во время выборов в Госдуму 2021 года.
Поддержала войну России против Украины. 30 сентября 2022 года приняла участие в качестве соведущей в митинге-концерте, посвящённом аннексии оккупированных украинских регионов.
В середине июня 2023 года поддержала и присоединилась к предложению выплачивать премию российским военным и гражданским за подбитые танки Leopard украинских военных из личных средств.
В 2024 году стала доверенным лицом кандидата в президенты России Владимира Путина. 18 марта 2024 года выступила на провластном митинг-концерте, посвящённом десятилетию аннексии Крыма и победе Владимира Путина в пятый раз на президентских выборах.

## Санкции
15 января 2023 года, на фоне российского вторжения на Украину, Барановская внесена в санкционный список Украины за «распространение кремлёвской пропаганды» и «публичные призывы к агрессивной войне».
17 марта 2023 года внесена в санкционный список Латвии в числе российских культурных деятелей, «поддержавших российскую агрессию в Украине», с запретом въезда в страну.
24 февраля 2025 года, как российская пропагандистка, внесена в санкционный список всех стран Евросоюза:

С самого начала агрессивной войны против Украины, она часто поддерживала действия России, угрожающие территориальной целостности, суверенитету и независимости Украины. С этой целью, Юлия Барановская вела спонсируемые Кремлём пропагандистские шоу, направленные на поддержку войны, в том числе публично пропагандируя военные преступления России, например насильственную депортацию украинских детей... Кроме того, Юлия Барановская неоднократно совершала поездки в оккупированные Россией регионы Украины, где предоставляла финансовую поддержку поддерживаемым Россией сепаратистским группировкам.— «Официальный журнал Европейского союза», Брюссель, 24 февраля 2025 года

## Личная жизнь
В июле 2003 года познакомилась с футболистом Андреем Аршавиным, будущим капитаном сборной России по футболу. Вместе Аршавин и Барановская прожили 9 лет до 2012 года. Барановская родила троих детей: Артёма (2005), Яну (2008), Арсения (2012).

## Награды и номинации
- Благодарность Президента Российской Федерации (4 сентября 2023 года) — за активное участие в общественно-политической жизни государства и особый вклад в реализацию приоритетных социальных проектов[33].
- Благодарность Президента Российской Федерации (19 августа 2024 года) — за активное участие в подготовке и проведении общественно значимых мероприятий[34].

| Год  | Премия                | Категория           | Результат |
| ---- | --------------------- | ------------------- | --------- |
| 2015 | Fashion People Awards | Fashion-ведущая     | Победа    |
| 2016 | MODA Topical          | Самая активная мама | Победа    |